# Abu Telfan
Abu Telfan oder Die Heimkehr vom Mondgebirge ist ein Roman von Wilhelm Raabe, der vom April 1865 bis zum April 1867 entstand und zu Weihnachten 1867 bei Eduard Hallberger in Stuttgart erschien. Der Autor erlebte sechs Auflagen.

## Handlung
Der 27-jährige Leonhard Hagebucher war an der Universität Leipzig eingeschrieben, lief jedoch von zuhause fort und ging nach Ägypten, wo er beim Durchgraben der Landenge von Suez helfen wollte. Von Chartum aus ins Landesinnere vordringend geriet er 1848 in die Gewalt der Baggara, eines nomadisch lebenden Volkes von Viehhirten. Von diesen wurde er nach Abu Telfan, einer Stadt in Dar-Fur, in die Sklaverei verkauft. Nach elf Jahren der Erniedrigung wurde er schließlich von einem Tierhändler namens Kornelius van der Mook freigekauft.
1860 kehrt Leonhard in seinen Heimatort Bumsdorf, nahe dem Städtchen Nippenburg in einem nicht benannten Zwergstaat, zurück. Sein Vater, der pensionierte Steuerinspektor Hagebucher, hatte ihn bis dahin für tot gehalten. Die spießbürgerlichen Bewohner seines Dorfes waren davon ausgegangen, dass er vermutlich im Dienst des Vizekönigs von Ägypten Muhammad Ali gegen die Nubier gefallen sei. Da Leonhard aber weder „an der Front gefallen“ ist, noch einen „Märtyrertod“ erlitten hatte, sondern als „Vagabond“ heimkehrt, zeigt sich der Familienrat unerfreut, ihn wiederzusehen. Von den Leuten wird er künftig als „afrikanischer Fremdling“ bezeichnet. Als die Nippenburger Spießbürger Leonhard schließlich für einen Lump erklären, wird er von seinem Vater vor die Tür gesetzt. Leonhard sieht sich gezwungen, wieder ein nützliches Mitglied des Gemeinwesens zu werden, um Anerkennung zu erhalten.
Sein Onkel Wassertreter, ein Wegebauinspektor aus Nippenburg – von der Kleinbürgerschaft ebenso wenig geachtet wie Leonhard – nimmt ihn mit über Land zur Inspektion der Straßengräben. Bei der Gelegenheit erfährt Leonhard Neuigkeiten aus der Umgebung. Er macht Bekanntschaft mit Klaudine Fehleysen, die seit acht Jahren auf die Rückkehr ihres Sohns Viktor wartet. Viktor hatte seine Ehre verloren geglaubt und war „vor dem Schimpf der Leute“ geflüchtet. Seinen Vater, einen hochgestellten Beamten und Hofrat, hatte nämlich der Schlag getroffen, als er, in einen Kriminalfall verwickelt, verhaftet werden sollte. Leonhard sucht Klaudine Fehleysen auf und will von ihr wissen, wie er „den Kampf mit dieser närrischen Zivilisation von neuem“ aufnehmen könnte. Die alte Frau rät ihm, er solle seine Wüsten-Erlebnisse in Deutschland publik machen.
Zudem lernt Leonhard eine Verwandte des Gutsherren von Bumsdorf, die 27-jährige Nikola von Einstein, „Hofdame Ihrer Hoheit der Prinzeß Marianne“, kennen. Nikolas Vater war General gewesen, die Mutter eine geborene Freiin von Glimmern. Die bettelarme Nikola wurde von ihrer Mutter genötigt, Oberstleutnant Freiherr Friedrich von Glimmern zu ehelichen. Ein Jahr darauf begegnet Leonhard Frau Nikola von Glimmern in der Residenzstadt des kleinen Fürstentums. Es stellt sich heraus, beider Ansichten differieren erheblich.
Leonhard mietet ein Zimmer in der Hauptstadt und freundet sich mit seinem Zimmernachbarn, dem träumenden Schneider Felix Täubrich, an. Beide verbindet ihr Orientaufenthalt. Der deutsche Schneider hatte sich als Pascha Abul Täubrich ibn Täubrich in Damaskus aufgehalten. Leonhard erfährt, dass Täubrich Viktor Fehleysen, den Sohn der wartenden Klaudine Fehleysen, kennt. Täubrich erwähnt weiter, dass Viktor vor Sebastopol zugrunde gegangen sein soll.
Onkel Wassertreter macht Leonhard mit seinem alten Universitätsfreund Professor Christian Georg Reihenschlager, einem Sprachkundler, bekannt. Leonhard avanciert rasch zum Mitarbeiter des Gelehrten. Reihenschlager und Leonhard arbeiten zusammen mit Täubrich an einer großen Grammatik des Koptischen sowie an einem ägyptischen Lexikon. Leonhard verliebt sich während dieser Zeit in Fräulein Serena, die 19-jährige Tochter des Professors. Schließlich folgt er dem Rat der Klaudine Fehleysen und trägt in Gegenwart des Adels und des gebildeten Publikums mit polizeilicher Erlaubnis über das innere Afrika und das Verhältnis des europäischen Menschen zum Thema vor. Der Vortrag findet ein abruptes Ende, da es Leonhard mittendrin die Sprache verschlägt, als Kornelius van der Mook den Saal betritt. Im Getümmel des darauf folgenden Aufbruchs verliert er seinen Retter jedoch aus den Augen. Der Fürstliche Polizeidirektor Johann von Betzendorff, der den Vortrag aus der ersten Sitzreihe im Saal mitverfolgt hatte, verbietet Leonhard am nächsten Tag schriftlich, dem deutschen Bürger künftig „auf afrikanische Art den Kopf zu waschen“.
Ein Herr Kind, pensionierter Leutnant der Strafkompanie zu Wallenburg, dringt kurze Zeit darauf in die Dachkammer ein, in der Leonhard und Täubrich schlafen. Leonhard wird zu van der Mook gebracht. Leutnant Kind, von kleinbürgerlicher Herkunft, erklärt dort, er könne den Tod seiner Frau und seiner Tochter nicht verwinden. Einst hatte er mit dem Baron von Glimmern in einer Kompanie gestanden. Von Glimmern hatte Kind im Gegenzug für den Besitz des Leibes von Kinds Tochter befördern lassen. Ihren Bräutigam Adolf, Soldat und Schreiber bei Gerichtsrat Fehleysen, hatte der Baron in Kinds Strafkompanie versetzen lassen – angeblich wegen Insubordination. Als der Baron von Glimmern Wallenburg dienstlich aufsucht, feuert Adolf auf den Besucher. Kind lässt den Attentäter auf der Stelle erschießen. Herr von Glimmern überlebt das Attentat.
Van der Mook gibt sich als Viktor Fehleysen, Korporal und Kamerad Kinds zu erkennen. Viktors Vater, der Rat Fehleysen, war seinerzeit in der Kriegsgerichtssitzung im Fall Kind gegen von Glimmern als Rechtsbeistand des Leutnants Kind zugezogen worden. Es ergibt sich weiter, dass Viktor in seiner Jugendzeit Nikola geliebt hatte. Nun ist sie mit dem feigen Mörder von Glimmern verheiratet. Leutnant Kind und Viktor wollen den Rat Leonhards als Unparteiischen in der Sache. Der Befragte weiß keinen Rat. Viktor weigert sich schließlich, Baron von Glimmern zu ermorden, und sucht zusammen mit Leonhard seine Mutter auf. Derweil liegt Leonhards Vater im Sterben. Leonhard kommt zu spät. Der Vater ist tot.
Die Philister entscheiden, dass der afrikanische Fremdling durch die Erbschaft respektabel und gesellschaftsfähig geworden ist. Besonders für finanzielle Zwecke erscheint er durchaus verwendbar. Leonhard will daraufhin die Tochter des koptischen Gelehrten heiraten. Er kommt allerdings zu spät, denn Fräulein Serena ist bereits mit einem früheren Mitarbeiter des Professors verheiratet. Auf einem Empfang des Herrn von Betzendorff schleust Täubrich Leutnant Kind ein. Der Offizier klagt von Glimmern des Betrugs an und versucht ein Attentat auf den Gegner. Von Glimmern kann fliehen und wird von Kind verfolgt. Beide bringen einander in London im Duell um. Korporal Viktor begibt sich nach Übersee, schlägt sich auf die Seite des Generals Grant, zieht in den Nordamerikanischen Krieg und fällt in der Schlacht bei Richmond.
Die verwitwete Nikola hat sich zu Klaudine Fehleysen geflüchtet und bleibt dort. Für Leonhard sind die beiden Damen, die keine Tränen mehr haben und nur noch still hinter ihren Blumen sitzen, gestorben. So verlässt er sie mit den Worten: „Jetzt wollen wir wieder zu den Lebendigen gehen.“ Er strebt den Posten des Ratsschreibers von Nippenburg an.

## Form
Zumeist erzählt Raabe die Geschichte der Heimkehr seines „Afrikaners“ Leonhard Hagebucher mit leichter Ironie. Viele Orte im Roman sind rein fiktiv oder werden nur kursorisch gezeichnet. Nahe gehende Verwicklungen – sofern sie überhaupt vorkommen – werden schlicht und ohne aufregende Handlung beschrieben. Überdies fungiert Leonhard – besonders kurz nach seiner Rückkehr – als Beobachter der deutschen Kleinstaaterei nach der Revolution 1848.
Ein allwissender Erzähler nimmt den Leser bei der Hand und führt ihn auf gangbaren Wegen durch den Roman. Er möchte sich nicht aufdrängen und behält die Übersicht. An Weggabelungen wählt er den rechten Abzweig. Dem Kriminalfall des Leutnants Kind wird so wenig Beachtung wie möglich geschenkt. Der Erzähler riskiert auch einen Blick in die Zukunft: „Eine Gespensterfurcht kam über sie, von der sie in ihrem spätern Leben nie wieder ganz frei wurde.“ Und er redet dazwischen: „Wir können es nur bedauern, daß wir uns nicht mehr im Anfange oder in der Mitte unseres Buches befinden.“
Der Roman ist dreigeteilt. Hagebucher hält sich auf dem Dorfe und zwischendurch in der Residenz auf. Zwischen dem ersten und dem zweiten Teil lässt Raabe eine Lücke. Es gibt im Roman auch noch eine andere Art von Unterbrechung. Leonhard verschläft manches. Darüber hinaus verrät Leonhards Wortwahl seine Vergangenheit. So ruft er zum Beispiel: „Maschallah!“

## Rezeption
- Moritz Hartmann im Jahr 1868 in der Augsburger Allgemeinen Zeitung: Raabes Texte blieben in der „deutschen Atmosphäre“. Der Stoff käme „aus dem wirklichen Leben“. Die Rede sei von den „Jämmerlichkeiten“ der europäischen „Zivilisation“. Der „Witz“ und die „Tendenz“ des Buches sei in dem Zusammenhang, dass sich Leonhard manchmal in die „Hölle der Sklaverei“ bei seinen „Bagarra-Negern“ zurücksehne. Raabe sei ein Humorist. Die Brautwerbung Leonhards zum Beispiel sei ein „Kabinettstück“. Das Fehlen eines „befriedigenden Abschlusses“ sei ein Positivum.[3]
- Hermann Hesse hebt 1907  im Münchner März die lobenswerten Charaktereigenschaften des Afrikaners hervor.[4]
- Wilhelm Heeß schreibt 1926, jene afrikanische Gefangenschaft berge in sich auch eine Chance, die „innere Freiheit“ zu gewinnen.[5]
- Hermann Meyer: Der Sonderling in der deutschen Dichtung. München 1963.: Der „heroische Pessimismus“, in dem Optimismus gegen „Hellsichtigkeit“ ohne Illusion ausbalanciert sei, sei ein Pfeiler des Buches.[6]
- Die Idee „Gefangen in Afrika“ habe Richard Hildreth 1852 in Der weiße Sklave oder Die Lebensgeschichte eines Flüchtlings vorweggenommen.[7][8]
- Nach von Studnitz kommen die Aristokraten im Buch schlecht weg. Mit der Figur der Nikola zeichne Raabe ein neues Frauenbild.[9]
- Schwanenberg-Liebert wurde über den Roman promoviert. Thema dieses „politischen Romans“ seien „Collisionen mit den staatlichen Gewalten“. „Einsamkeit“ sei nichts Schlechtes, sondern notwendig bei der „Individuation“. Eingangs litten die Akteure „an akuter Handlungshemmung“.[10]
- Oppermann nennt weiterführende Arbeiten: Hermann Junge (1950), Hubert Ohl (Heidelberg 1968) und Hans Mayer (Hamburg 1980).[11] Fuld erwähnt Hans Weßling (1921) und Doris Bachmann (1979).[12] Meyen[13] listet 52 Besprechungen aus den Jahren 1868 bis 1968 auf.
- Das Buch wurde in die ZEIT-Bibliothek der 100 Bücher aufgenommen.

### Textausgaben
Verwendete Ausgabe
- Abu Telfan oder Die Heimkehr vom Mondgebirge. In: Peter Goldammer, Helmut Richter (Hrsg.): Wilhelm Raabe. Ausgewählte Werke in sechs Bänden. 4. Band, Abu Telfan. Der Schüdderump. Aufbau-Verlag, Berlin/Weimar 1964 (Textgrundlage: Karl Hoppe: die historisch-kritische Braunschweiger Ausgabe).

Weitere Ausgaben
- Otto Janke: Abu Telfan oder Die Heimkehr vom Mondgebirge. 7. Auflage. Berlin 1911.
- Der Hungerpastor – Abu Telfan – Der Schüdderump. Trilogie. Mit Steinzeichnungen von Hermann Gradl. Hermann-Klemm-Verlag, Berlin-Grunewald (o. J., um 1938).
- Karl Hoppe (Hrsg.), Werner Röpke (Bearb.): Wilhelm Raabe: Abu Telfan oder Die Heimkehr vom Mondgebirge. Roman Vandenhoeck & Ruprecht, Göttingen 1969 (2. Aufl.), Wilhelm Raabe. Sämtliche Werke. Braunschweiger Ausgabe, Bd. 7 (24 Bde.)
- Abu Telfan oder Die Heimkehr vom Mondgebirge. Ein Roman in drei Teilen. In: Anneliese Klingenberg (Hrsg.): Raabes Werke in fünf Bänden. Band 3. Aufbau-Verlag, Berlin/Weimar 1972.
- Meyen[14] nennt 19 Ausgaben aus den Jahren 1867 bis 1963.

### Sekundärliteratur
- Fritz Meyen: Wilhelm Raabe. Bibliographie. 438 Seiten. Vandenhoeck & Ruprecht, Göttingen 1973 (2. Aufl.). Ergänzungsbd. 1, ISBN 3-525-20144-3 in Karl Hoppe (Hrsg.): Wilhelm Raabe. Sämtliche Werke. Braunschweiger Ausgabe. 24 Bde.
- Hans Oppermann: Wilhelm Raabe. Mit Selbstzeugnissen und Bilddokumenten. 5. Auflage. Rowohlt-Verlag, Reinbek bei Hamburg 1988, ISBN 3-499-50165-1.
- Cecilia von Studnitz: Wilhelm Raabe. Schriftsteller. Eine Biographie. Droste-Verlag, Düsseldorf 1989, ISBN 3-7700-0778-6.
- Claudia Schwanenberg-Liebert: Von der Gemeinschaft zur Einsamkeit. Studien zum Auftreten eines literatursoziologischen Phänomens im Werk Wilhelm Raabes. Dissertation der Universität Düsseldorf. Peter-Lang-Verlag, Frankfurt am Main 1992, ISBN 3-631-45030-3.
- Werner Fuld: Wilhelm Raabe. Eine Biographie. Hanser-Verlag, München 2006, ISBN 3-423-34324-9.